# Lijst van bouwwerken van Tjeerd Kuipers
Dit is een Lijst van bouwwerken van architect Tjeerd Kuipers (1857-1942).
Kuipers ontwierp tussen 1888 en 1928 meer dan 50, voornamelijk gereformeerde, kerken en een groot aantal profane bouwwerken.
| Bouw                        | Naam                                                | Plaats                    | Bijzonderheden | Afbeelding |
| --------------------------- | --------------------------------------------------- | ------------------------- | --- | ---------- |
| 1886                        | School                                              | Buiksloot                 | |            |
| 1887-1888                   | Gereformeerde Kerk                                  | Makkum                    | Afgebroken in 1964 |            |
| 1888-1889                   | Funenkerk                                           | Amsterdam                 | Afgebroken in 1975 |            |
| 1889-1891                   | Ichtuskerk                                          | Heeg                      | |            |
| 1889-1890                   | Nieuwe Westerkerk                                   | Rotterdam                 | Verwoest in mei 1940 |            |
| 1890                        | Schinkelkerk                                        | Amsterdam                 | |            |
| 1891                        | Gereformeerd Gymnasium                              | Amsterdam                 | |            |
| 1890-1892                   | Doopsgezinde Kerk                                   | Deventer                  | Kerk gebouwd achter de 16e-eeuwse façade van het Penninckshuis |            |
| 1894                        | Zevenlandenhuizen                                   | Amsterdam                 | |            |
| 1894/1895 verbouwd jaren 80 | Prinsengracht 579                                   | Amsterdam                 | gemeentelijk monument |            |
| 1895-1896                   | Oosterkerk                                          | Den Haag                  | Afgebroken in 1987 |            |
| 1896                        | Bethlehemkerk                                       | Rotterdam Overschie       | |            |
| 1897                        | Gereformeerde Kerk                                  | Hillegom                  | Afgebroken in 1928 |            |
| 1898                        | Gereformeerde Kerk                                  | Leerdam                   | |            |
| 1898                        | Pauluskerk                                          | Hendrik-Ido-Ambacht       | Afgebroken in 1989 |            |
| 1899                        | Wilhelminakerk                                      | Dordrecht                 | |            |
| 1899                        | Gereformeerde Kerk - Vrijgemaakt                    | Axel                      | Uitbreiding in 1918-1919 |            |
| 1899                        | Buurtkerk                                           | Noordwijk                 | Uitbreiding in 1909 |            |
| 1901                        | Zuiderkerk                                          | Groningen                 | Met Y. van der Veen |            |
| 1901                        | Gereformeerde Kerk                                  | Maasland                  | Uitbreiding bestaande kerk, afgebroken in 1960 |            |
| 1903-1906                   | Barbesteinkerk                                      | Heinkenszand              | |            |
| 1904                        | Raadhuis                                            | Ouddorp                   | |            |
| 1904                        | Haarlemmerpoortkerk                                 | Amsterdam                 | Afgebroken in 1967 |            |
| 1904                        | Gereformeerde Kerk                                  | IJmuiden                  | Verwoest in 1944 |            |
| 1905-1906                   | Synagoge                                            | Groningen                 | Met Y. van der Veen |            |
| 1905-1906                   | Gereformeerde Kerk                                  | Zaandam                   | Uitbreiding bestaande kerk |            |
| 1906                        | Morgensterkerk                                      | Berkel en Rodenrijs       | Afgebroken in 1971 |            |
| 1906                        | Zonnebrinkkerk                                      | Winterswijk               | |            |
| 1906                        | Westerkerk                                          | Groningen                 | Afgebroken in 1995 |            |
| 1906                        | Gereformeerde Kerk                                  | Schiermonnikoog           | Afgebroken in 1962 |            |
| 1906-1907                   | Gereformeerde Kerk                                  | Schoondijke               | Verwoest in 1944 |            |
| 1907                        | Rehobothkerk                                        | Amsterdam Watergraafsmeer | Afgebroken in 1972 |            |
| 1908                        | Gereformeerde Kerk                                  | Tinte                     | |            |
| 1909                        | Rehobothkerk                                        | Gorinchem                 | |            |
| 1909                        | Gereformeerde Kerk                                  | Wijnjewoude               | |            |
| 1909                        | Gereformeerde Kerk                                  | Oude Wetering             | |            |
| 1910                        | Bethelkerk                                          | Rotterdam                 | |            |
| 1910-1911                   | Grote Kerk                                          | Wildervank                | |            |
| 1910                        | Nieuwe Kerk                                         | Vlaardingen               | Afgebroken in 1982, torenspits behouden als decoratie plein |            |
| 1910                        | Molenkampkerk                                       | Almelo                    | Afgebroken in 1973 |            |
| 1910                        | Oosterkerk                                          | Leeuwarden                | Afgebroken in 1981 |            |
| 1911                        | Opstandingskerk                                     | Dieren                    | |            |
| 1911                        | Gereformeerde Kerk                                  | Venlo                     | Afgebroken in 1970 |            |
| 1911                        | Oosterkerk                                          | Eindhoven                 | |            |
| 1911-1912                   | Nieuwe Kerk                                         | Kampen                    | |            |
| 1912                        | De Hoeksteen (Gereformeerde kerk)                   | Hallum                    | |            |
| 1912                        | Noorderkerk                                         | Nijmegen                  | Afgebroken in 1973 |            |
| 1912-1913                   | Gereformeerde Kerk                                  | Rijswijk                  | Uitbreiding bestaande kerk |            |
| 1913                        | Gereformeerde Kerk                                  | Rinsumageest              | |            |
| 1913                        | Bethelkerk                                          | Den Helder                | Verbouwing bestaande kerk, afgebroken in 1993 |            |
| 1914-1915                   | Bergsingelkerk                                      | Rotterdam                 | |            |
| 1915                        | Gereformeerde Kerk                                  | Velp                      | Door brand verwoest in 1964 |            |
| 1915                        | Bewaar- en Voorbereidende School Tot heil des Volks | Amsterdam                 | |            |
| 1916                        | Nieuwe Zuiderkerk                                   | Rotterdam                 | Afgebroken in 1969 |            |
| 1918                        | Gereformeerde Kerk                                  | Medan (Indonesië)         | |            |
| 1919                        | Grote Kerk                                          | Halfweg                   | |            |
| 1919-1920                   | Gereformeerde Kerk                                  | Dirkshorn                 | |            |
| 1920                        | Gereformeerde Kerk                                  | Ouderkerk aan de Amstel   | Het schip van de kerk is in 2013 gesloopt, waarna er in 2014 een appartementencomplex op de plek is gekomen. De toren van de kerk is behouden en heeft een nieuwe functie in het gebouw gekregen. |            |
| 1921                        | Willem van Oranjeschool                             | Haarlem                   | Rozenhagenstraat 15 |            |
| 1922                        | Höftekerk                                           | Hardenberg                | Vergroting bestaande kerk |            |
| 1923                        | Koepelkerk                                          | Leeuwarden                | |            |
| 1924                        | Westerkerk                                          | Delft                     | Afgebroken in 1981 |            |
| 1924                        | Vennekerk                                           | Winschoten                | Uitbreiding bestaande kerk |            |
| 1924-1925                   | Schildkerk                                          | Rijssen                   | Uitbreiding bestaande kerk |            |
| 1926                        | Wilhelminakerk                                      | Bussum                    | |            |
| 1926                        | Dorpskerk                                           | Uitgeest                  | Restauratie bestaande kerk |            |
| 1927                        | Gereformeerde Kerk                                  | Voorburg                  | Afgebroken in 1987 |            |
| 1928                        | Gereformeerde Kerk                                  | Brussel (BE)              | |            |

## Referentie
- Archimon - Tjeerd Kuipers
- Peter Dillingh - Kerken van Kuipers
- Reliwiki, diverse artikelen